# Жарагуа (гора)
Жарагуа́ або Піку-ду-Жарагуа (порт. Pico do Jaraguá) — гірська вершина в бразильському місті Сан-Паулу висотою 1135 м, найвища точка хребту Серра-да-Кантарейра і штату Сан-Паулу. Гора розташована на території парку Жарагуа, заснованого в 1961 році.
Мовою тупі назва означає «хазяїн долини». Перше європейське поселення на горі заснував у 1580 році Афонсу Сардінья, після воєн з індіанцями він почав здобувати золото, запаси якого вичерпалися в 19 столітті.
Гору можна побачити з всієї західної частини Великого Сан-Паулу та Кільцевої дороги Маріу Коваса. Діяльність людини у парку обмежена, проте тут розташовані дві телевізійні вежі. До вершини гори ведуть сходи та ходить твамвайчик, що використовується, зокрема, для обслуговування телевеж.
У 1994 році гора і парк були номіновані на присудження статусу об'єктів Світової спадщини ЮНЕСКО.